# Corentin Coularis

a Compétitions nationales et continentales officielles uniquement.

Dernière mise à jour le 8 juin 2024.
Corentin Coularis, né le 29 août 2002, est un joueur français de rugby à XV, jouant au poste de troisième ligne aile à l'Union sportive montalbanaise depuis 2023.

## Biographie
Corentin Coularis naît le 29 août 2002. Il commence sa formation rugbystique à Auch, avant de rejoindre le centre de formation du Stade toulousain en 2020.
Arrivé à l'Union Bordeaux Bègles au début de la saison 2020-2021, il joue son premier match professionnel durant la saison 2022-2023, au mois de janvier, contre les Sharks à Durban dans le cadre de la Champions Cup,. Au cours de cette saison, il participe également au championnat de France espoirs qui voit son équipe atteindre la finale. Pour cette rencontre face au Stade toulousain, Corentin Coularis est titulaire en troisième ligne et son équipe est battue sur le score de 43 à 7,.
Pour la saison 2023-2024, il s'engage avec l'Union sportive montalbanaise.

## Palmarès
- Union Bordeaux Bègles
  - Finaliste du Championnat de France espoirs en 2023.
- US Montauban
  - Vainqueur du Championnat de France de 2e division en 2025.